# Oswald Wirth

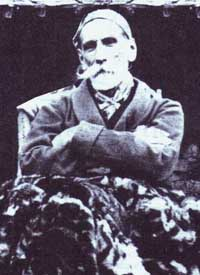
Oswald Wirth

Oswald Wirth, mit bürgerlichem Namen Joseph Paul Oswald (* 5. August 1860 in Brienz Schweiz; † 9. März 1943 in Mouterre-sur-Blourde im Département Vienne) war ein Ministerialbibliothekar in Paris, Martinist und freimaurerischer Schriftsteller.

## Leben
Oswald Wirth wurde von seinen Eltern katholisch erzogen, begann sich aber schon in seiner Jugend für den Mesmerismus zu interessieren. Er verließ die Schweiz, um zeitweilig als Buchhändler in London zu arbeiten, zog dann aber nach Frankreich, wo er Freimaurer wurde, und begann als mesmerianischer Heiler zu arbeiten. Im Jahre 1887 traf er mit Stanislas de Guaita zusammen, mit dem er sich befreundete und dessen Sekretär er wurde. 1888 war er eines der Gründungsmitglieder des Ordre Kabbalistique de la Rose-Croix. Im Jahre 1889 veröffentlichte Wirth ein in Zusammenarbeit mit de Guaita entworfenen Tarot und verfasste für Papus’ Buch Der Tarot der Zigeuner einen Aufsatz über die astrologische Symbolik des Tarot. Nach dem Tod de Guaitas im Jahre 1897 übernahm Oswald Wirth eine Anstellung in der Bibliothek des französischen Kolonialmuseums.
In den nachfolgenden vierzig Jahren befasste sich Oswals Wirth ausgiebig mit okkulten Themen und veröffentlichte im Jahre 1927 ein weiteres Tarotspiel. Oswald Wirth war Mitglied des Obersten Rates des A. u. A. Schottischen Ritus. Seine freimaurerischen Brüder kritisierte er, sie würden die Rituale und Symbole vernachlässigen und forderte sie dazu auf, mehr an den freimaurerischen Idealen zu arbeiten. Als im Jahre 1940 die Deutschen Frankreich besetzten, befand sich Oswald Wirth auf einer Urlaubsreise in den Ardennen. Er konnte ins Département Vienne flüchten, wo er 1943 starb. Er ist auf dem Friedhof von Mouterre-sur-Blourde südlich von Poitiers beerdigt.

## Werke
- Gründer (1912) und Herausgeber der freimaurerischen Zeitschrift „Le Symbolisme“
- Instruktionswerke:
  - „Le livre de l'Apprenti“
  - „Le livre du Compagnon“
  - „Le livre du Maître“
- „L'Idéal Initiatique“
- "Le Symbolisme Hermetique dans ses rapports avec l'Alchimie et la Franc-maçonnerie"
- „Le Symbolisme occulte de la Franc-Maçonnerie“
- „Le Tarot des Imagiers du Moyen Age“

Deutsche Ausgaben:
- Die Magie des Tarot. Ein Lehrbuch esoterischer Einweihung, Fischer Media, 1998
- Lehrbrief der Hermetischen Alchemie: Hermetik – Alchemie – Astrochemie, mit Paul Köthner, Schleierwelten-Verlag, 2007
- Heilende Hände: Der Weg zum wahren Heiler, Aurinia Verlag, 2013. ISBN 978-3-943012-76-7
- Die Freimaurerei ihren Anhängern verständlich gemacht. Bd. 1: Der Lehrling. Philosophie, Gegenstand, Methode, Mittel, Edition Königliche Kunst, 2014. ISBN 978-3-942051-59-0
- Die Freimaurerei ihren Anhängern verständlich gemacht. Bd. 2: Der Geselle. Philosophie, Gegenstand, Methode, Mittel, Edition Königliche Kunst, 2014. ISBN 978-3-942051-60-6
- Die Freimaurerei ihren Anhängern verständlich gemacht. Bd. 3: Der Meister. Philosophie, Gegenstand, Methode, Mittel, Edition Königliche Kunst, 2014. ISBN 978-3-942051-61-3
- Golden Rosenkreuzer Wirth Tarot, Aurinia Verlag, 2018. ISBN 978-3-943012-95-8
- Tarot der Meister: Die hohe Schule der Großen Arkana, Aurinia Verlag, 2018. ISBN 978-3-943012-97-2
- Die hermetischen Symbole und ihre Beziehung zur Alchemie und Freimaurerei, Verlag Heliakon, 2024. ISBN 978-3-949496-60-8